# 米德韋 (伊利諾伊州克里斯蒂安縣)
米德韋（英語：Midway）是位於美國伊利諾伊州克里斯蒂安縣的一個非建制地區。該地的面積和人口皆未知。

## 地理
米德韋的座標為39°40′11″N 89°09′31″W / 39.66972°N 89.15861°W，而該地的平均海拔高度為190米（即623英尺）。